# 杨世洛
杨世洛（?—?），《北史》作阳世洛，太原郡（郡治晋阳县，今山西省太原市西南）人，隋末民变太原起义领袖。
隋炀帝大业十三年（617年）十月丁亥，太原人杨世洛聚众万余人，攻城掠邑。当时已经是晋阳起兵之后，太原郡归属李渊第四子李元吉管辖，下辖晋阳县、太原县（今山西省太原市西南）、文水县（今山西省文水县东十里旧城庄）、交城县（今山西省古交市）、祁县（今山西省祁县）、太谷县（今山西省太谷县）、榆次县（今山西省左权县）、汾阳县（今山西省榆次市）、寿阳县（今山西省寿阳县）、盂县（今山西省盂县）、石艾县（今山西省平定县）、平城县（今山西省和顺县西八十里仪城村）、乐平县（今山西省昔阳县西南）、和顺县（今山西省和顺县）、辽山县（今山西省左权县北）。